# Skylab 4
Skylab 4 (SL-4) fu il terzo ed ultimo equipaggio della stazione spaziale degli Stati Uniti d'America Skylab. La missione firmò nuovi record nel campo dell'esplorazione spaziale e marcò contemporaneamente la fine delle stazioni spaziali americane.

## L'equipaggio
Contemporaneamente all'annuncio ufficiale degli equipaggi per le missioni Skylab 2 e Skylab 3, la NASA il 19 gennaio 1972 rese pure noto al pubblico l'equipaggio per la missione Skylab 4. L'unica sorpresa fu che il comando della missione venne conferito ad un astronauta privo di precedenti esperienze nello spazio. Tale fatto non si era più ripetuto dalla nomina di Neil Armstrong quale comandante della missione Gemini 8 eseguita a marzo del 1966.
Con il comando della missione Skylab 4 venne dunque incaricato Gerald Paul Carr. L'incarico di pilota venne conferito a William Pogue mentre lo scienziato-astronauta Edward Gibson completò la composizione dell'equipaggio.
Come per lo Skylab 3, l'equipaggio di riserva fu composto dal comandante Vance Brand, dal pilota Don Lind e dallo scienziato-astronauta William Lenoir. Brand e Lind formarono contemporanteamente l'equipaggio della così chiamata missione Skylab Rescue, un programma per una eventuale missione di soccorso in caso di situazione di pericolo. Tale nomina venne eseguita durante la missione dello Skylab 3 e mantenuta per questa missione. La capsula spaziale dell'Apollo modificata in una maniera tale da consentire un eventuale trasporto di cinque astronauti non sarà comunque mai utilizzata oppure lanciata, nemmeno per esercitazioni di collaudo.
L'equipaggio di supporto (Support Crew) rimase invariato per tutte le tre missioni dello Skylab e fu composto da Robert Crippen, Richard Truly, Henry Hartsfield e William E. Thornton.
La missione venne condotta ufficialmente sotto la denominazione di Skylab 4', anche se spesso viene nominata come Skylab 3 (come per esempio indicato sullo stemma della missione), in quanto si trattò del terzo equipaggio della stazione spaziale stessa.

## La preparazione
L'eccezionale carico di lavoro svolto dal secondo equipaggio dello Skylab aveva notevolmente aumentato questi parametri. Infatti la direzione di volo programmò un piano di lavoro molto fitto. Vennero aggiunti alcuni esperimenti ed in particolar modo l'appena scoperta cometa Kohoutek offriva delle possibilità di osservazione sensazionali.
In un primo momento il lancio della missione fu programmato per l'11 novembre 1973. Cinque giorni prima di questo termine fu scoperto che su tutti gli otto stabilizzatori del razzo vettore Saturn IB si erano formate delle piccole fessure. Questi dovettero essere completamente sostituiti e l'ovvia conseguenza fu lo spostamento del lancio.

## La missione
Il 16 novembre 1973 venne dunque lanciata la missione Skylab 4 dalla rampa di lancio numero 39B (usata per tutte le missioni equipaggiate dello Skylab) di Cape Canaveral. Dopo circa otto ore di volo, la capsula spaziale dell'Apollo riuscì ad agganciarsi al laboratorio spaziale Skylab.
In seguito alle esperienze relative alla malattia dello spazio maturate durante la missione del secondo equipaggio, la direzione di volo aveva deciso che gli astronauti passassero la prima notte rimanendo a bordo dell'Apollo in quanto fu ritenuto che l'assenza di forza di gravità presente in locali ampi ed aperti favorisse tale malessere.
Ciò nonostante l'astronauta Pogue dovette vomitare, però esattamente in un momento quando lo Skylab si trovava fuori dal raggio di collegamento via radio con il centro di controllo. Gli astronauti temettero che i medici avrebbero preso troppo in considerazione tale fatto con conseguenti ritardi sul piano di volo o addirittura un'interruzione della missione. Per questo motivo, Carr riferi solo di un lieve malessere di Pogue, omettendo di raccontare le ulteriori circostanze. Gli astronauti non avevano comunque considerato il fatto, che tutti i colloqui degli stessi effettuati a bordo della stazione venivano registrati e trasmessi alle stazioni di controllo con qualche ora di ritardo. Il giorno successivo, dopo che la direzione di volo ebbe saputo dell'accaduto a questa maniera, non mancarono forti rimproveri verso Carr per l'omissione commessa.
Questo fu solo l'inizio dei pessimi rapporti tra l'equipaggio e la direzione di volo. Un fittissimo programma di lavoro da eseguire durante la giornata consentiva pochi spazi di tempo libero. Inoltre i singoli tempi previsti per l'esecuzione di questi lavori si dimostrarono ben presto poco realistici. In qualche circostanza, gli astronauti dovettero montare degli esperimenti scientifici fino a quel momento mai visti dagli stessi. L'equipaggio si senti pertanto ben presto sovraccaricato. Ciò nonostante non venne mai effettuato un colloquio per raggiungere un comune accordo e chiarire le polemiche, fino a quando l'equipaggio decise di inserire una giornata libera nel piano di volo, ovviamente non concordata o addirittura autorizzata preventivamente. Solo dopo questo sciopero i rapporti iniziarono a migliorare. Tale fatto comunque risulta poco documentato o addirittura totalmente omesso nella documentazione ufficiale della NASA. Si deve sottolineare che esistono poche informazioni veramente attendibili su quanto accaduto.
L'equipaggio eseguì quattro attività extraveicolari che impegnarono un totale di 22 ore. Le stesse vennero sempre eseguite da due astronauti. Lavori all'esterno del laboratorio eseguiti il 25 dicembre che durarono 7 ore ed 1 minuto significarono un nuovo record.
Un'importante parte dei lavori scientifici fu l'osservazione della cometa Kohoutek, scoperta solo pochi mesi prima. Fra l'altro queste osservazioni, grazie all'uso di uno spettroscopio, poterono dimostrare con assoluta certezza la presenza di acqua nel centro del cometa.

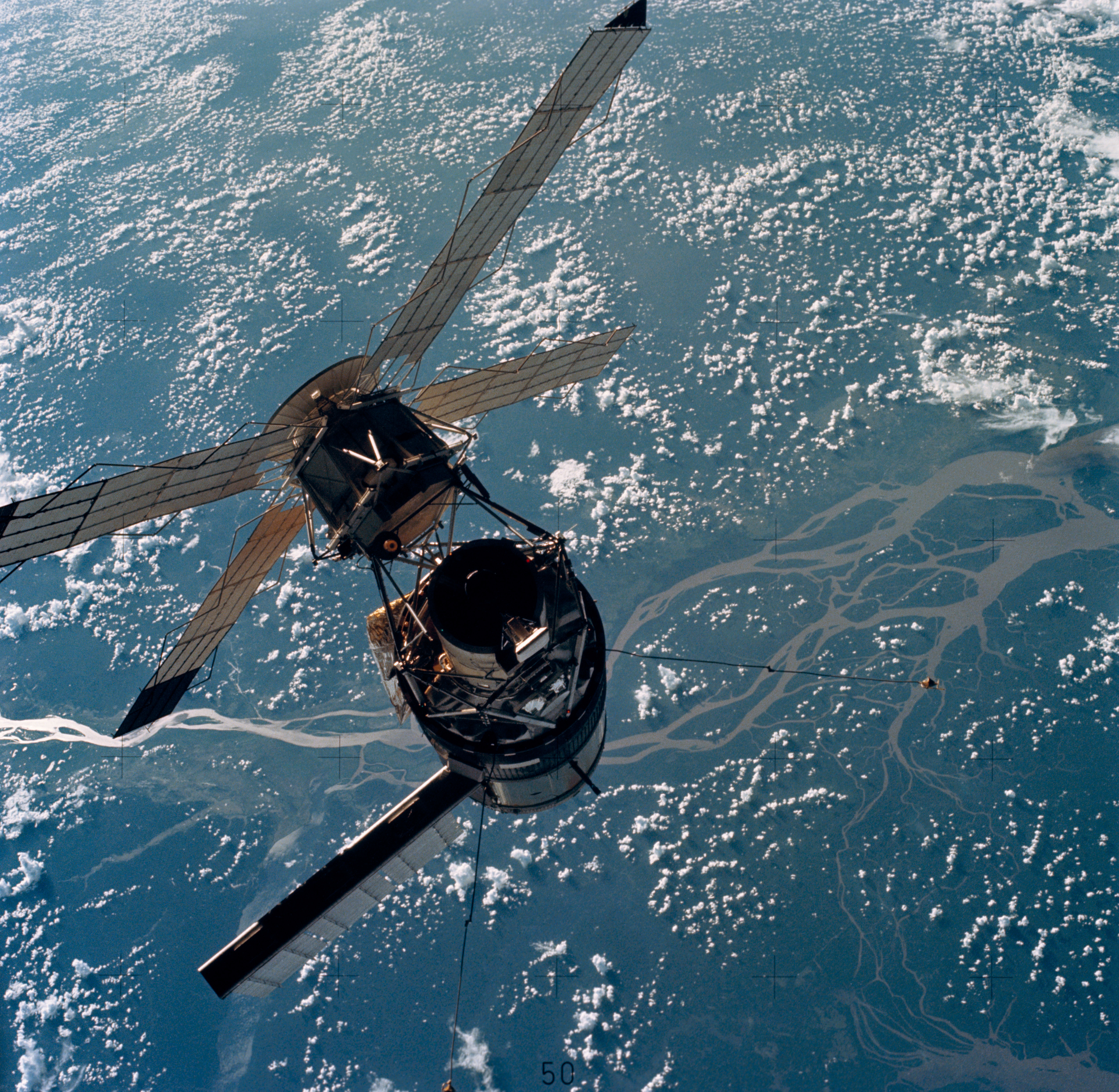
Lo Skylab. La foto venne scattata durante Skylab 3. Si nota molto bene l'area dellIlba Grande de Gurupa del Rio delle Amazzoni

L'8 febbraio 1974 Carr, Pogue e Gibson fecero rientro nella capsula spaziale dell'Apollo. Rimanendo agganciati alla stazione spaziale venne acceso il congegno propulsore della capsula per tre minuti per portare lo Skylab in un'orbita intorno alla Terra più alta. Secondo i calcoli della NASA tale manovra sarebbe stata sufficiente per garantire una permanenza nello spazio del laboratorio spaziale per ulteriori nove anni. Alcune delle riserve di sostanze alimentari, nonché del vestiario e dell'equipaggiamento rimase a bordo. Infatti si pensò di fare ritorno verso la stazione prima di un eventuale precipitazione e pertanto si sarebbero potuti analizzare gli effetti della lunga permanenza nello spazio su questi oggetti. Non fu comunque programmato un ritorno verso il laboratorio spaziale prima che lo Space Shuttle fosse stato pronto all'uso. I programmi relativi prevedevano il primo lancio non prima che fossero passati cinque anni.
Immediatamente dopo l'azionamento dei razzi frenanti per attivare la fase di rientro in atmosfera, Carr notò che i congegni di pilotaggio non reagivano. Così dovette azionare gli strumenti e sistemi di riserva. In seguito si scoprì che l'anomalia era dovuta al fatto che in precedenza diversi interruttori di bordo erano stati azionati erroneamente. L'accaduto fu una dimostrazione che non era del tutto improblematico passare dodici settimane a bordo di una stazione spaziale senza di tanto in tanto allenarsi per il pilotaggio della capsula spaziale.

## Importanza per il programma Skylab
Dal punto di vista scientifico, pure la terza missione dello Skylab fu un pieno successo. Gli astronauti fecero ritorno a terra portando con sé importantissimi dati da analizzare scientificamente. Fra questi spiccano senz'altro le immagini fotografiche di una cometa, immagini non realizzabili in questa maniera direttamente da terra. Grazie all'osservatorio solare furono inoltre per la prima volta in grado di fotografare una protuberanza solare sin dalla fase di nascita della stessa.
Skylab 4 aveva inoltre superato il record di permanenza nello spazio precedentemente raggiunto da Skylab 3. Gli astronauti Carr, Pogue e Gibson tenevano con 84 giorni, il record per il volo più lungo nello spazio. Contemporaneamente tale marca significò pure il record di durata di volo totale per un astronauta. Neanche gli astronauti che in precedenza erano volati su quattro missioni avevano raggiunto una tale durata totale. Il record verrà appena battuto nel 1978 quando i cosmonauti Georgij Grečko e Jurij Romanenko resteranno nello spazio per 96 giorni sulla stazione spaziale Salyut 6.
Le missioni di lunga durata dello Skylab contribuirono inoltre ad acquisire consapevolezza sul fatto che l'opinione pubblica mostrava sempre meno interesse per il fascino dell'esplorazione spaziale. Infatti fu la prima volta che un atterraggio di mare di una missione dell'Apollo non venne trasmesso in diretta televisiva.
Skylab rimarrà l'unica stazione spaziale americana. Una ripetizione del programma non fu prevista e la NASA iniziò a puntare sull'elaborazione dello Space Shuttle in grado di eseguire più missioni all'incontrario dei razzi vettori utilizzabili per un solo lancio. Si pensava di riuscire a mandare nello spazio il primo Shuttle verso la fine degli anni 70. Prima di tale ulteriore passo in avanti nell'esplorazione spaziale fu esclusivamente previsto il programma test Apollo-Sojuz (ASTP) durante il quale una navicella spaziale del programma Apollo si sarebbe agganciata alla capsula sovietica Sojuz e viceversa. Con questa missione fu previsto di concludere l'era dell'Apollo.

## Problemi psicologici durante missioni di lunga durata
Quando alla fine del programma venne paragonato il carico di lavoro svolto dai tre equipaggi, confrontando esclusivamente il lavoro della terza e quarta settimana di missione, non poterono essere rilevati notevoli o significanti differenze. Pure il terzo equipaggio aveva infatti raggiunto molto di più di quanto preventivamente previsto.
Notevoli differenze vennero però rilevate nelle personalità dei tre equipaggi. Infatti i lavori di sistemazione e riparazione eseguiti dal primo equipaggio furono la ragione che lo stesso sviluppò per sé la sensazione di essere dei pionieri dell'esplorazione spaziale. Il secondo equipaggio si concentrò quasi esclusivamente all'esecuzione dei lavori e dei vari esperimenti, rinunciando molto spesso a fasi di riposo o di tempo libero. Più situazioni di conflitto intervennero invece con il terzo equipaggio. Molti problemi o oggetti di polemica non vennero discussi tra equipaggio e centro di controllo e ciò ebbe un influsso negativo sullo sviluppo della missione. Il risultato fu che nessuno dei tre astronauti del terzo equipaggio venne nominato per un successivo volo nello spazio.
In fondo furono tre le cause per questo conflitto. Al primo posto bisogna nominare l'enorme carico di lavoro previsto. Anche se la durata della giornata di lavoro per il terzo equipaggio rimase invariata nei confronti delle precedenti missioni, l'equipaggio fu costretto a portare l'assoluto rendimento, non più per uno o due mesi, bensì per ben tre mesi completi. Al secondo posto bisogna indicare la mancanza di fiducia tra il centro di controllo e l'equipaggio, a causa dell'omissione dell'indicazione del malessere dell'astronauta Pogue. I responsabili a terra infatti furono scettici per tutta la durata della missione ed ebbero costantemente dubbi che ulteriori fatti intervenuti a bordo della stazione spaziale non fossero stati comunicati. La terza ragione da indicare per le situazioni di conflitto fu che l'equipaggio era ripetutamente confrontato con delle carenze di tipo tecnico. Con il passare del tempo, l'equipaggio fu sempre più scontento del malfunzionamento tecnico del loro veicolo spaziale. Tale scontentezza, in parte addirittura rabbia, si scaricò durante i colloqui con il centro di controllo - sicuramente nei momenti meno opportuni.
Tutto sommato si poterono comunque registrare delle situazioni analoghe intercorse durante la missione dell'Apollo 7. Anche gli astronauti Schirra, Cunningham e Eisele impegnati nella prima missione equipaggiata della capsula dell'Apollo ad ottobre del 1968, furono colmati di lavori da eseguire durante questa missione. Inoltre gli astronauti erano colpiti dal raffreddore e pertanto molto tesi durante tutta la missione, in quanto temevano disturbi permanenti della loro salute, dipendenti dalla fase di rientro in atmosfera. Al contrario dell'equipaggio dello Skylab, gli astronauti dell'Apollo 7 articolarono ben presto i loro differenti punti di vista tentando via radio di chiarire gli stessi con il centro di controllo. Con ciò furono in grado di raggiungere diversi compromessi.
Anche se lo Skylab rimase l'unica stazione spaziale americana, poterono essere ricavate dalla stessa importanti esperienze per missioni verso e sulla stazione spaziale sovietica Mir nonché per la Stazione spaziale internazionale ISS. In particolar modo fu constatato che per gli astronauti bisognava raggiungere un rapporto ottimale tra periodi di lavoro e periodi di tempo libero. Questo rapporto dipendeva sia dal profilo della missione come pure dalla durata della missione stessa. Bisognava ad ogni costo coinvolgere notevolmente gli astronauti, come pure degli esperti ex-astronauti, nella programmazione della missione. Di fondamentale importanza venne valutato il rapporto tra equipaggio e collaboratori del centro di controllo. Inoltre bisognava prevedere diverse alternative nella fase di programmazione della missione, per poter reagire in una maniera molto flessibile se determinati lavori o esperimenti impegnassero meno o più tempo di quanto previsto.
Per future missioni nello spazio, come per esempio un volo equipaggiato verso il pianeta Marte, non solo il sovraccarico di lavoro può diventare un problema per l'equipaggio, bensì la noia o la frustrazione delle fasi di volo più tranquille potrebbe essere un problema.
Un ultimo argomento da tener presente fu l'importanza della composizione dell'equipaggio. Fortunatamente per tutti i tre equipaggi dello Skylab la scelta dell'equipaggio era riuscita in una maniera tale, che gli equipaggi furono abbastanza affiatati tra di loro. Maggiori problemi, differenze interne o situazioni di tensione tra gli astronauti non vennero registrate.

## Letteratura
I seguenti libri pubblicati dalla NASA (tutti in lingua inglese) possono essere consultati online:
- Skylab, Our First Space Station, su history.nasa.gov.
- Living and Working in Space: A History of Skylab, su history.nasa.gov.
- Skylab's Astronomy and Space Sciences, su history.nasa.gov. URL consultato il 22 dicembre 2005 (archiviato dall'url originale il 24 maggio 2011).
- A New Sun: The Solar Results from Skylab, su history.nasa.gov.
- Skylab, Classroom in Space (descrive i 25 esperimenti scientifici, progettati da studenti)

Inoltre, sulle pagine del History Office della NASA:
- Skylab: A Chronology (una cronologia), su history.nasa.gov.
- Skylab: A Guidebook (un libro d'istruzione), su history.nasa.gov.
- NASA Investigation Board Report on the Initial Flight Anomalies of Skylab 1 (relazione finale delle anomalie di volo iniziali dello Skylab 1), su history.nasa.gov.